# Modeschule Wien im Schloss Hetzendorf
Die Modeschule Hetzendorf ist eine Ausbildungsinstitution der Gemeinde Wien.

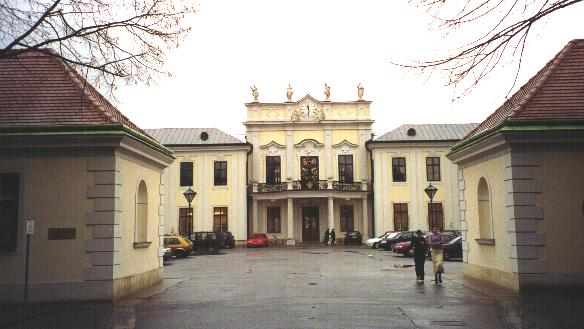
Schloss Hetzendorf

## Geschichte
Vorläufer der Modeschule war die „Wiener Frauenakademie“, die 1897 als „Kunstschule für Frauen und Mädchen“, denen damals noch der Zutritt zu den Kunstakademien verwehrt war, gegründet worden war. Der Schulzweck wurde in der NS-Zeit auf den einer Modeschule zurückgestuft. Da gegen Ende des Zweiten Weltkriegs das Schulgebäude, das sich im 3. Bezirk in der Siegelgasse befunden hatte, ausgebombt wurde, übersiedelte die Institution unter der neuen Bezeichnung „Modeschule der Stadt Wien“ ins Schloss Hetzendorf.
Die Schule wurde im Oktober 1946 als fünfjährige Fachschule neu gegründet und ist in dem der Stadtgemeinde Wien gehörigen Schloss Hetzendorf in Wien-Meidling, Hetzendorfer Straße 79, untergebracht. Obwohl sie unter Kontrolle der Stadt (MA 13 – Bildung und Jugend) steht, handelt es sich technisch um eine Privatschule mit Öffentlichkeitsrecht gem. § 2 Abs. 3 Bundesgesetz vom 25. Juli 1962 über das Privatschulwesen (Privatschulgesetz).

## Ausbildungen
Seit 1996 wird die Modeschule Hetzendorf als „Höhere Lehranstalt für Modedesign und Produktgestaltung“ mit abschließender Reife- und Diplomprüfung geführt. Die fünfjährige Ausbildung umfasst den künstlerisch-kreativen, handwerklichen und allgemeinbildenden Bereich gleichermaßen und setzt einen besonderen Fokus auf experimentelles Arbeiten und Innovation. Die Auswahl an fünf Ausbildungsschwerpunkten – „Modedesign-Kleidermachen“, „Strickdesign“, „Produktgestaltung Taschen und Accessoires oder Schuhe“, „Modell-Modisterei“ und „Textildesign“ in Kombination mit den künstlischen Fächern macht die Modeschule einzigartig im deutschsprachigen Raum. Seit dem Schuljahr 2019/20 bietet Hetzendorf außerdem eine dreijährige Fachschule für Mode mit den Vertiefungen „Fashion Styling“ und „Angewandte Betriebsführung“ an. Die Aufnahme an der Modeschule Hetzendorf setzt den positiven Abschluss der 8. Schulstufe sowie das positiv absolvierte Aufnahmeverfahren voraus.

## Personen

### Bekannte Lehrer
- Devi Saha (* 1975), Kostüm- und Bühnenbildnerin und Modistin

### Bekannte Schüler
- Rosemarie Benedikt (* 1939), Keramik- und Glaskünstlerin
- Monika Buttinger (* 1971), Kostümbildnerin
- Inge Dick (* 1941), Fotografin und Malerin
- Lena Hoschek (* 1981), Modedesignerin
- Susanne Lietzow (* 1968), Theaterregisseurin, Theaterleiterin und Schauspielerin
- Christine Rohr (* 1969), Modistin, Textil- und Modedesignerin
- Hannes Salat (* 1969), Szenenbildner
- Gabriele Petricek (* 1957), Schriftstellerin
- Daniela Egger (* 1967), Schriftstellerin